# 天聪汗钱

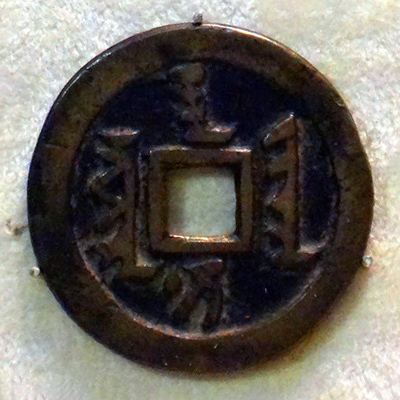
天聪汗钱实物正面钱文

天聪汗钱（无圈点满文：ᠰᡡᡵᠠ
ᡴᠠᠨ ᠨᡳ
ᠵᡳᡴᠠ，有圈点满文: ᠰᡠᡵᡝ
ᡥᠠᠨ ᠨᡳ
ᠵᡳᡥᠠ，sure han -ni jiha），又称聪汗之钱、天聪通宝，后金货币，于皇太极在位期间铸行的当十大钱。天聪汗钱的钱文为无圈点的老满文，正面钱文按左、上、下、右的顺序读，直译为“聪汗之钱”，背面钱文译为“十”和“一两”。

## 历史
天命十一年（1626年）八月二十一日，后金大汗努尔哈赤在宁远战败身亡，其第八子皇太极继承汗位，次年改元“天聪”。天聪元年（1627年）仿明天启大钱铸行天聪汗钱。天聪汗钱为当老满文十大钱，该钱面文直译为“天聪汗之钱”，钱背穿孔左方为老满文“十”，右穿孔侧为“一两”。由于当时东北地区货币经济并不发达，还存在物物交换的原始交易，同时战争中掠夺的大量财富减少了对本朝货币的需求，因此天聪汗钱的铸行量很少。

## 钱文
天聪汗钱正钱文为无圈点的旧满文。正面钱文直译为“聪明的汗的钱”，通常被释读为“聪汗之钱”或“天聪汗钱”，需按照左、上、下、右次序来读：左侧“ᠰᡡᡵᠠ”读若“苏勒”，意为“聪明”；上方“ᡴᠠᠨ”读若“哈恩（汗）”，意为“汗”；下方“ᠨᡳ”读若“尼”，意为“之”、“的”；右侧“ᠵᡳᡴᠠ”读若“吉哈”，意为“钱”。背面钱文直译为“十”和“一两”为仿当时明朝天启钱的记值和记重，右侧上方钱文“ᡝᠮᠣ”读若“厄穆”，意为“一”；右侧下方钱文“ᠶᠠᠨ”读若“雅恩（烟）”，意为“两”；另一钱文“ᠵᠣᠸᠠᠨ”或左或上，读若“诸瓦恩（专）”，意为“十”。